# Villiers-en-Lieu
Villiers-en-Lieu è un comune francese di 1 623 abitanti situato nel dipartimento dell'Alta Marna nella regione del Grand Est.

## Società

### Evoluzione demografica
Abitanti censiti